# Il trionfo dell'onore
Il trionfo dell'onore (El triunfo del honor) es una comedia operística en tres actos con música del compositor italiano Alessandro Scarlatti, sobre libreto de Francesco Antonio Tullio. Se estrenó en el Teatro dei Fiorentini, Nápoles el 26 de noviembre de 1718. Es la única ópera cómica de Scarlatti que se conoce.

## Personajes
| Personaje                  | Tesitura              | Reparto del estreno |
| -------------------------- | --------------------- | ------------------- |
| Riccardo Albenori          | soprano (en travesti) | Caterina Testi      |
| Leonora Dorini             | contralto             | Petronilla Micheli  |
| Erminio                    | soprano castrato      | Biagio Stabile      |
| Doralice Rosetti           | soprano               | Costanza Posterla   |
| Flaminio Castravacca       | tenor                 | (desconocido)       |
| Cornelia Buffacci          | tenor                 | Simone De Falco     |
| Rosina Caruccia            | contralto             | Marianna Monti      |
| Capitán Rodimarte Bombarda | bajo                  | Giacomo D'Ambrosio  |